# Joi Lansing
Joi Lansing, nata Joy Rae Brown (Salt Lake City, 6 aprile 1929 – Santa Monica, 7 agosto 1972), è stata un'attrice statunitense.

## Filmografia parziale

### Cinema
- The Counterfeiters, regia di Sam Newfield (1948)
- Pier 23, regia di William Berke (1951)
- La città che scotta (FBI Girl), regia di William A. Berke (1951)
- Cantando sotto la pioggia (Singin' in the Rain), regia di Stanley Donen e Gene Kelly (1952) - non accreditata
- La più grande corrida (The Brave One), regia di Irving Rapper (1956)
- Hot Cars, regia di Don McDougall (1956)
- Hot Shots, regia di Jean Yarbrough (1956)
- L'infernale Quinlan (Touch of Evil), regia di Orson Welles (1958)
- Un uomo da vendere (A Hole in the Head), regia di Frank Capra (1959)
- La guerra di domani (The Atomic Submarine), regia di Spencer Gordon Bennet (1959)
- Chi era quella signora? (Who Was That Lady?), regia di George Sidney (1960)
- Patto a tre (Marriage on the Rocks), regia di Jack Donohue (1965)
- Hillbillys in a Haunted House, regia di Jean Yarbrough (1967)
- Bigfoot, regia di Robert F. Slatzer (1970)

### Televisione
- Four Star Playhouse – serie TV, 3 episodi (1954-1955)
- December Bride – serie TV, 3 episodi (1955-1957)
- The Bob Cummings Show – serie TV, 24 episodi (1955-1959)
- The Star and the Story – serie TV, episodio 2x06 (1956)
- Conflict – serie TV, episodio 1x03 (1956)
- Celebrity Playhouse – serie TV, episodio 1x19 (1956)
- Sugarfoot – serie TV, episodio 1x10 (1958)
- Mr. Lucky – serie TV, episodio 1x34 (1960)
- La valle dell'oro (Klondike) – serie TV, 7 episodi (1960-1961)
- The Adventures of Ozzie and Harriet – serie TV, 11 episodi (1956-1963)
- The Beverly Hillbillies – serie TV, 6 episodi (1963-1968)